# Frances Fisher
Frances Isabele Josephine Monerville Fisher (Milford-on-Sea, 11 de maio de 1952) é uma atriz britânica nascida na Inglaterra.
Ficou bastante conhecida por seu papel de Alice, no filme Unforgiven (de Clint Eastwood, 1992), e como Ruth DeWitt Bukater, a mãe de Rose no filme Titanic (James Cameron, 1997).

## Vida pessoal

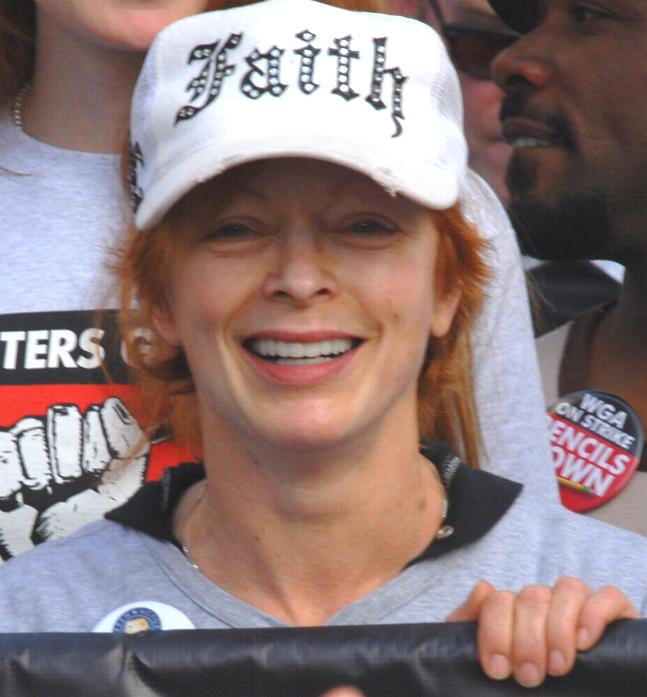
Frances Fisher em um protesto do Writer's Guild of America.

Filha de uma dona de casa, Olga, e de um presidente de construção da refinaria, Willian Fisher, aos 15 anos Frances já tinha se mudado 9 vezes por causa do trabalho do pai. Quando completou o Ensino Médio, ela trabalhou como secretária, até se mudar para Virgínia, EUA, onde se apresentou no Teatro Barter. Fisher tem uma filha, Francesca Ruth Fisher-Eastwood, com o ator Clint Eastwood. Ela e Eastwood se apaixonaram durante as filmagens de Unforgiven.

## Carreira
Frances Fisher começou sua carreira como a detetive Deborah Saxon na novela The Edge of Night (1976-1981). Depois ela participou de Guiding Light como Suzette Saxon. Passou os 10 anos seguintes trabalhando nos palcos de teatro em Nova Iorque. Ela foi escalada no filme Lucy & Desi: Antes do Riso interpretando a atriz, modelo e comediante Lucille Ball. Fisher fez diversos papeis na televisão americana, como partes da série Sorte Estranho, Becker, e Tito. Ela também desempenhou um papel fundamental no drama de televisão recente Den O Lyon e Glory Days. Ela foi a escolha dos produtores primeiros a jogar Jill Taylor no ABC sitcom Home Improvement, mas foi substituído por Patricia Richardson, devido à falta de química com Tim Allen. Fisher foi convidada a estrelar como um barman, Suzanna, em "O Lobo" na primeira temporada de Roseanne. No entanto, seu papel mais famoso foi o da sociedade matrona Ruth DeWitt Bukater, a mãe de Rose DeWitt Bukater (interpretada por Kate Winslet), em 1997 no filme Titanic. 
Em 1999 a atriz interpretou a mãe da famosa atriz Audrey Hepburn no filme sobre a vida da atriz. Mas seus créditos no teatro são numerosos. Fisher trabalhou em quatro filmes em 2006, incluindo O Reino e No Vale das Sombras. Em 2008 ela apareceu na série de televisão Eureka retratando o caráter de Eva Thorne. Em 2011, ela apareceu em Torchwood: Miracle Day. Em 2013 ela apareceu em The Host, uma adaptação cinematográfica do livro de mesmo nome da autora norte-americana Stephenie Meyer.  Entre 2014 e 2015, interpretou a personagem Lucille Langston na série de TV Ressurection.

## Filmografia

### Televisão
| Ano       | Título                         | Papel                        | Notas                              |
| --------- | ------------------------------ | ---------------------------- | ---------------------------------- |
| 1976-1981 | The Edge of Night              | Detetive Deborah 'Red' Saxon | 23 episódios                       |
| 1985      | Guiding Light                  | Suzette Saxon                |                                    |
| 1986      | The Equalizer                  | Amanda Kaufman               | Episódio: "Nightscape"             |
| 1993      | Law & Order                    | Susan Boyd                   | Episódio: "Animal Instinct"        |
| 1995      | Strange Luck                   | Angie                        | 17 episódios                       |
| 2001      | The X-Files                    | Lizzy Gill                   | Episódio: "Essence"                |
| 2002      | Titus                          | Juanita Titus                | 3 episódios                        |
| 2003      | The Lyon's Den                 | Brit Hanley                  | 5 episódios                        |
| 2005      | Plantão Médico                 | Helen Kingsley               | Episódio: "Just as I Am"           |
| 2006      | Anatomia de Grey               | Betty Johnson                | Episódio: "Damage Case"            |
| 2008      | Eureka                         | Eva Thorne                   | 8 episódios                        |
| 2008      | The Shield                     | Rita                         | 4 episódios                        |
| 2009      | The Mentalist                  | Victoria Abner               | Episódio: "Red Scare"              |
| 2010      | Dois Homens e Meio             | Priscilla Honeycutt          | Episódio: "Ixnay on the Oggie Day" |
| 2010      | Sons of Anarchy                | Honey                        | Episódio: "Home"                   |
| 2011      | CSI: Crime Scene Investigation | Joanna Sapphire              | Episódio: "Maid Man"               |

### Filmes
- 1983: Ela pode assar uma torta de cereja?
- 1988: Patty Hearst
- 1989: Pink Cadillac
- 1990: Welcome Home, Roxy Carmichael
- 1991: LA Story
- 1991: Lucy & Desi: Antes do Riso (TV)
- 1992: Os Imperdoáveis
- 1993: O Ataque dos Ft 50 e Mulher
- 1994: Molly & Gina
- 1996: Striptease
- 1996: Waiting for Guffman (sem créditos)
- 1997: Wild America
- 1997: Titanic
- 1999: A História de Audrey Hepburn
- 1999: The Big Tease
- 2000: Gone in 60 Seconds
- 2002: De carro azul
- 2003: Casa de Areia e Névoa
- 2004: Leis da Atração
- 2004: Boston Legal
- 2006: A Night of the White Pantons
- 2007: Sex and Death 101
- 2007: O Reino
- 2007: In the Valley of Elah
- 2007: My Sexiest Year
- 2008: The Perfect Game
- 2008: A única mulher
- 2008: Jolene
- 2010: Private Practice
- 2010: The Good Guys
- 2011: Days of our Lives
- 2011: The Roommate
- 2011: Sedona
- 2011: O advogado Lincoln
- 2011: Torchwood: Miracle Day
- 2013: The Host
- 2014: Resurrection (série de televisão)[7]
- 2016: Criminosos e Anjos
- 2016: Melody, 1963: O amor tem que vencer, uma história de uma garota americana
- 2018: Another Kind of Wedding
- 2019: Run the Race
- 2020: Holidate
- 2021: Awake